# آرثر بارتولوميو (موضح علمي)
آرثر بارتولوميو (بالإنجليزية: Arthur Bartholomew)‏ هو موضح علمي ‏ أسترالي، ولد في 1834، وتوفي في 19 أغسطس 1909.

## معرض صور

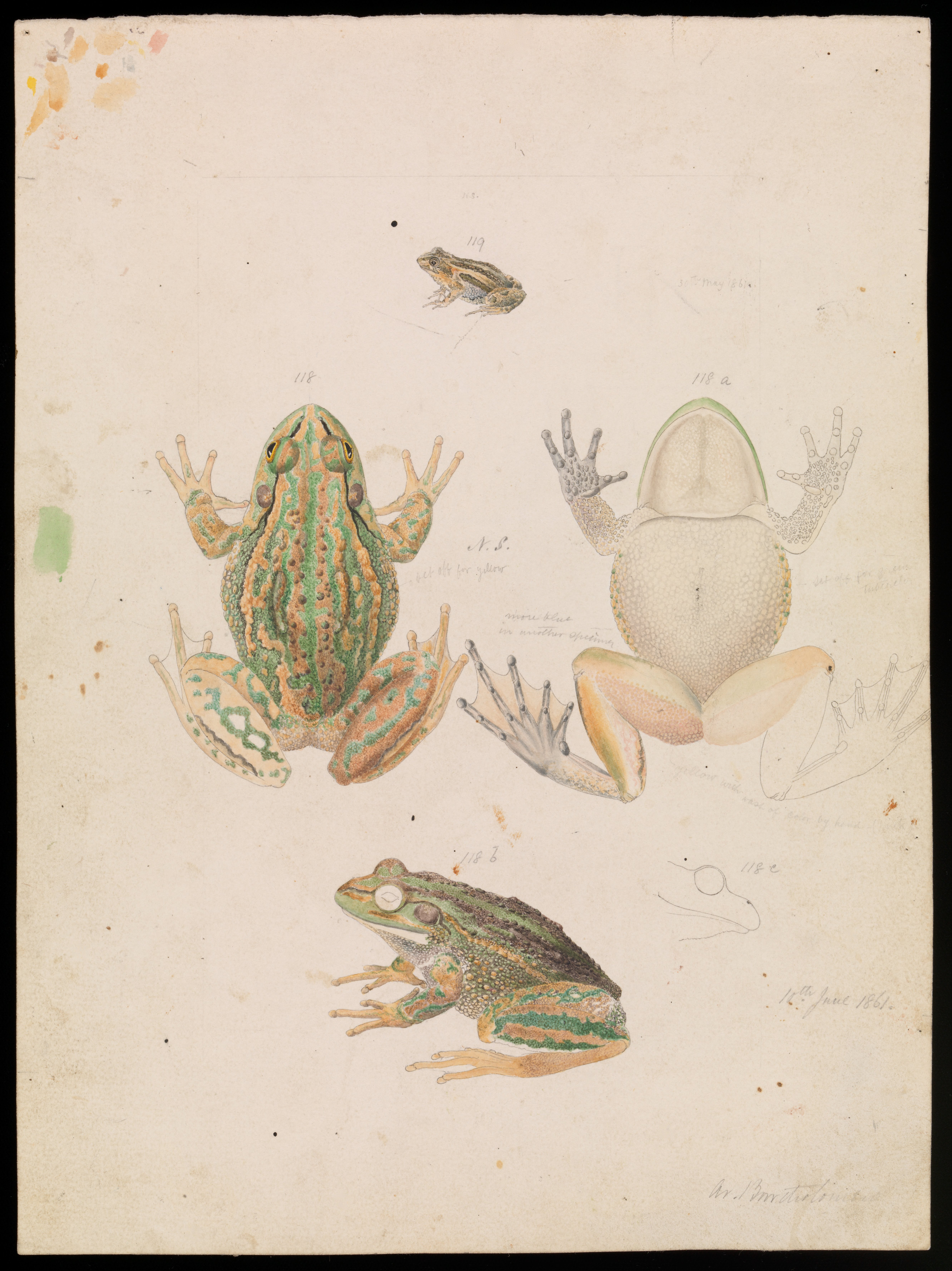
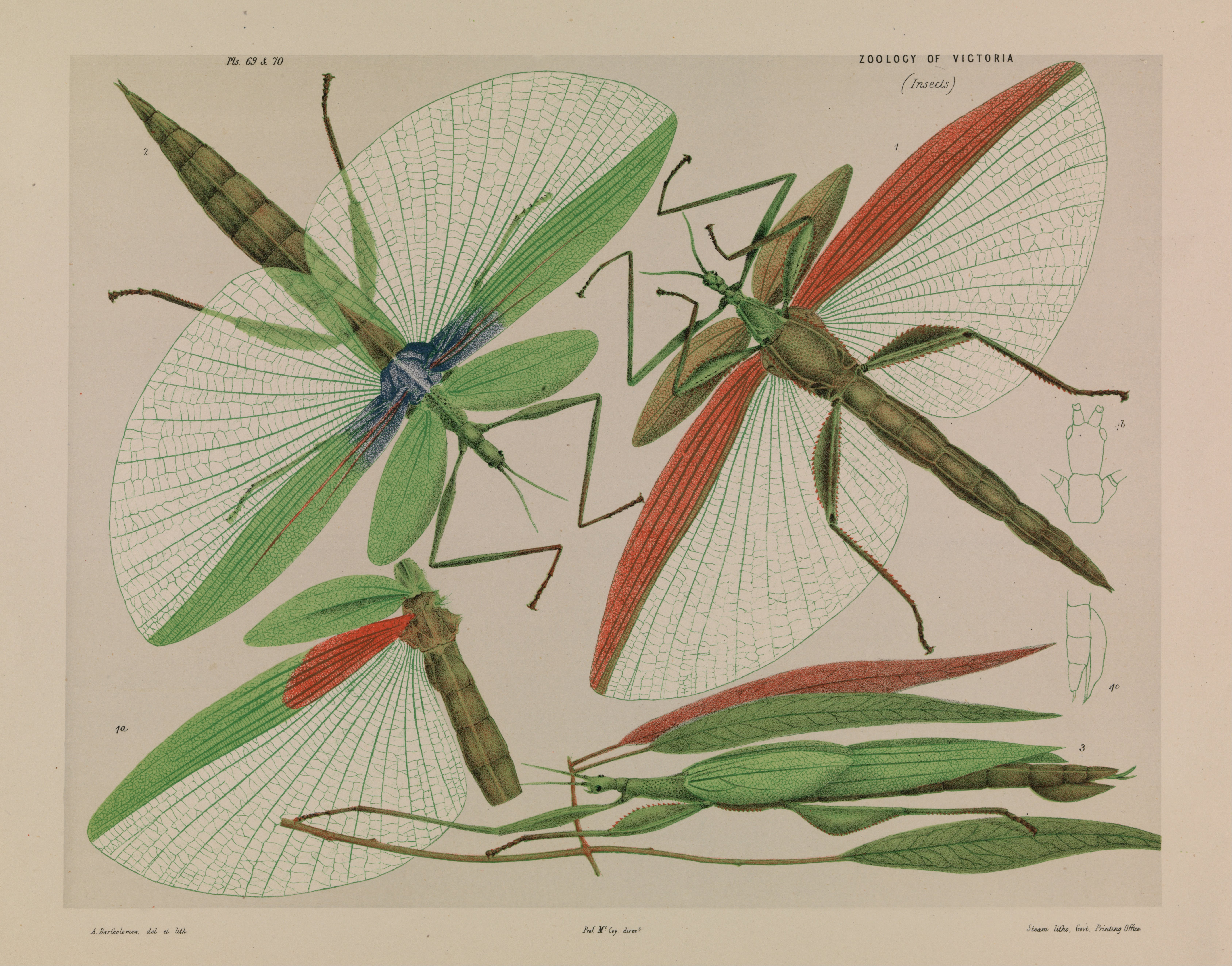
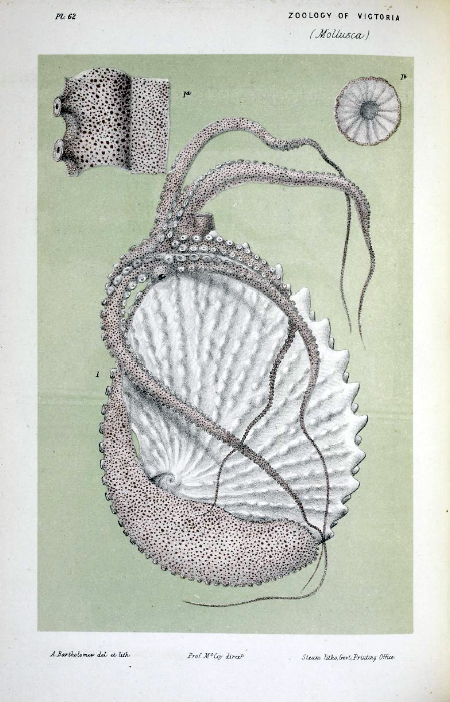
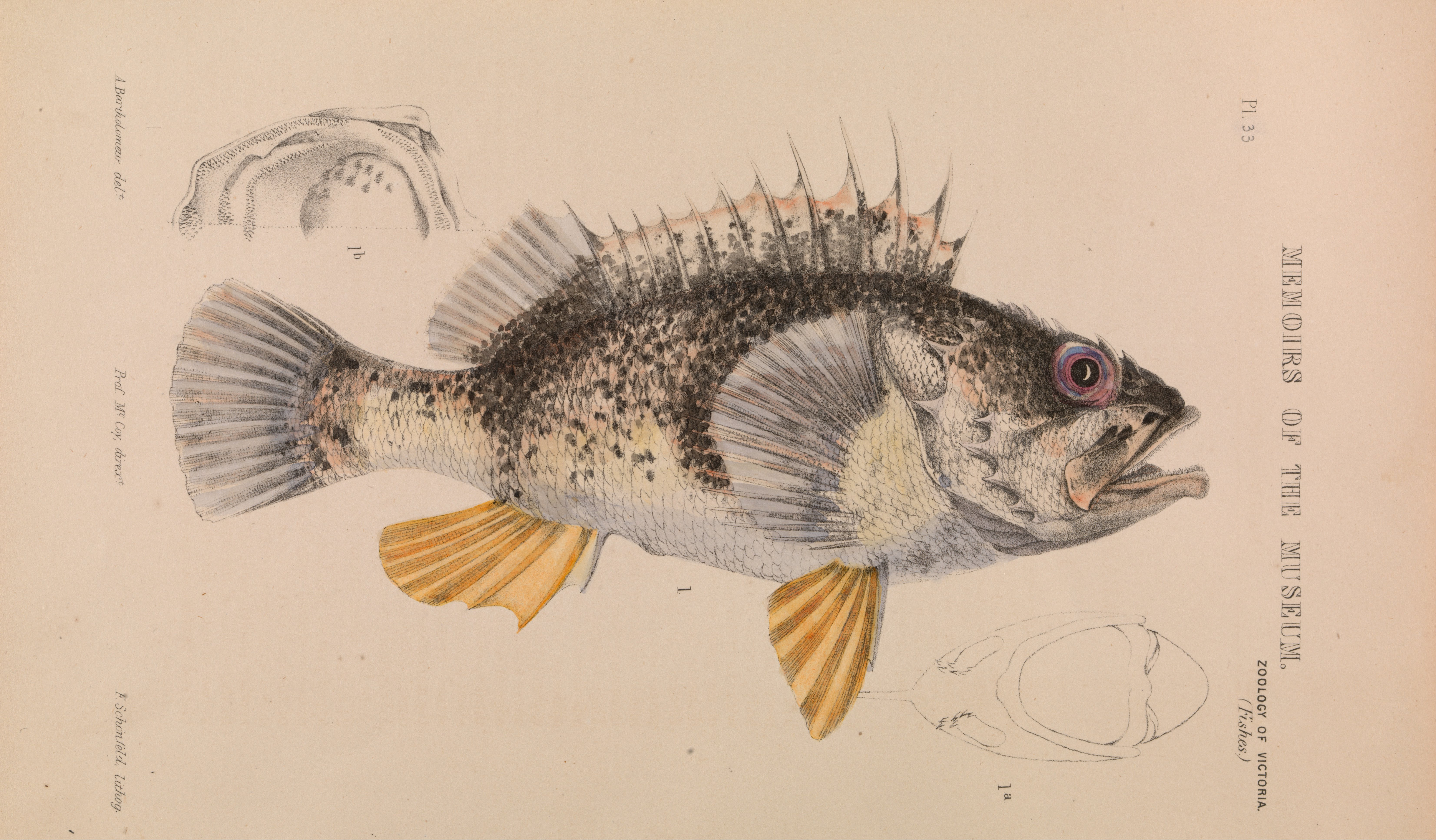